# Mistrzostwa Rumunii w rugby union (1953)
Mistrzostwa Rumunii w rugby union 1953 – trzydzieste ósme mistrzostwa Rumunii w rugby union.
Liczba drużyn rywalizujących w najwyższej klasie rozgrywkowej została zwiększona do 22, podzielonych na trzy grupy. Z zawodów zwycięsko wyszła drużyna CCA București.